# 塔拉波山
11°29′12″S 76°30′40″W / 11.48667°S 76.51111°W
塔拉波山（Tarapu），是秘魯的山峰，位於該國中南部利馬大區，由坎塔區和拉勞斯區負責管轄，屬於安地斯山脈的一部分，海拔高度5,000米。